# Kuh-e-Bandaka Uris
Der Kuh-e-Bandaka Uris (Koh-e-Bandakor, Kuhi Bandaka) ist ein 6010 m hoher Sechstausender im Massiv des Kuh-e Bandaka im Hindukusch. Der Gebirgsstock Kuh-e Bandaka, der höchste Berg Afghanistans nordöstlich von Kabul, besteht aus mehreren Gipfeln. Weitere Gipfel des Gebirgsstocks sind beispielsweise der Kuh-e-Bandaka Tawika (6130 m) und der Kuh-e-Akher Sakhi (5170 m). Deren Erstbesteigung erfolgte gemeinsam mit der Erstbesteigung des Kuhe-e-Bandaka Uris im Zuge der Eisenerzer Hindukusch-Expedition 1965 von Adolf Huber, Johann Seitner, Horst Loder und Helmut Wöger.

## Geographie
Der Berg liegt im Gebiet des Munjan Pass.